# هانك بيندرز
هانك بيندرز (بالإنجليزية: Hank Beenders)‏ مواليد 02 يوليو 1916 في هارلم - الوفاة 27 أكتوبر 2003، كان لاعب كرة سلة هولندي بدأ مسيرته الاحترافية في سنة 1945 وحمل الرقم 6 و15. بلغ طوله 6 قدم 6 بوصة (2.0 م). اعتزل اللعب في 1950.

## فرق لعب لها
- غولدن ستايت ووريورز
- بوسطن سيلتكس

## روابط خارجية
- هانك بيندرز على موقع إن بي أي (الإنجليزية)
- هانك بيندرز على موقع سبورتس رفرنس (الإنجليزية)
- هانك بيندرز على موقع ريلجم (الإنجليزية)
- هانك بيندرز على موقع بروبوليرز (الإنجليزية)